# Festival di Sanremo 1999
Il quarantanovesimo Festival di Sanremo si svolse al teatro Ariston di Sanremo dal 23 al 27 febbraio 1999.
Il Festival fu condotto da Fabio Fazio (reduce dai successi di Quelli che il calcio e Anima mia), affiancato dall'attrice e top model francese Laetitia Casta e dal premio Nobel Renato Dulbecco. Presenze fisse furono Teo Teocoli e Anna Marchesini. Inizialmente era stata prevista anche la presenza di Claudio Baglioni, che avrebbe dovuto affiancare Fazio alla conduzione, con l'obiettivo di riproporre l'accoppiata vincente che aveva portato al grande successo la fortunata trasmissione Anima mia, vero e proprio fenomeno cult di quella stagione televisiva; successivamente però Baglioni diede forfait per "perplessità artistiche" (sarebbe poi stato conduttore e direttore artistico nelle edizioni 2018 e 2019).
La kermesse canora fu vinta da Anna Oxa con il brano Senza pietà, esattamente dieci anni dopo la sua prima vittoria del 1989 in coppia con Fausto Leali.
Tra le Nuove proposte trionfò, molto apprezzato da critica e pubblico, Alex Britti con il brano Oggi sono io, del quale fu in seguito pubblicata anche una cover interpretata da Mina.
La direzione artistica fu curata da Mario Maffucci, la regia da Paolo Beldì, la scenografia da Armando Nobili e l'orchestra fu diretta dal maestro Gianfranco Lombardi.
Da questa edizione viene introdotto il Premio Città di Sanremo, come riconoscimento alla carriera (riservato anche a personalità non musicali), vinto quest'anno da Ornella Vanoni.

## Partecipanti

### Sezione Campioni

Anna Oxa, vincitrice della sezione Campioni con Senza pietà: oltreché per il successo finale, Oxa fece parlare anche per il look sfoggiato sul palco dell'Ariston, con intimo a vista.

| Interprete                           | Ultime partecipazioni al Festival |
| ------------------------------------ | --------------------------------- |
| Al Bano                              | 1997                              |
| Anna Oxa                             | 1997                              |
| Antonella Ruggiero                   | 1998                              |
| Daniele Silvestri                    | 1995 (tra le Nuove proposte)      |
| Enzo Gragnaniello con Ornella Vanoni | Esordiente e 1989                 |
| Eugenio Finardi                      | 1985                              |
| Gatto Panceri                        | 1992 (tra le Novità)              |
| Gianluca Grignani                    | 1995 (tra le Nuove proposte)      |
| Mariella Nava                        | 1994                              |
| Marina Rei                           | 1997                              |
| Massimo Di Cataldo                   | 1996                              |
| Nada                                 | 1987                              |
| Nino D'Angelo                        | 1986                              |
| Stadio                               | 1986                              |

### Sezione Giovani

Alex Britti vincitore di Sanremo giovani

| Interprete       | Ultime partecipazioni al Festival |
| ---------------- | --------------------------------- |
| Alex Britti      | Esordiente                        |
| Allegra          | Esordiente                        |
| Arianna          | Esordiente                        |
| Boris            | Esordiente                        |
| Daniele Groff    | Esordiente                        |
| Dr. Livingstone  | Esordienti                        |
| Elena Cataneo    | Esordiente                        |
| Filippa Giordano | Esordiente                        |
| Francesca Chiara | Esordiente                        |
| Irene Lamedica   | Esordiente                        |
| Leda Battisti    | Esordiente                        |
| Max Gazzè        | Esordiente                        |
| Quintorigo       | Esordienti                        |
| Soerba           | Esordienti                        |

## Classifica, canzoni e cantanti

### Sezione Campioni
| Posizione | Interprete                           | Canzone                                        | Autori                                |
| --------- | ------------------------------------ | ---------------------------------------------- | ------------------------------------- |
| 1º        | Anna Oxa                             | Senza pietà                                    | C. Guidetti e A. Salerno              |
| 2º        | Antonella Ruggiero                   | Non ti dimentico (Se non ci fossero le nuvole) | R. Colombo, A. Ruggiero e Kaballà     |
| 3º        | Mariella Nava                        | Così è la vita                                 | M. Nava                               |
| 4º        | Enzo Gragnaniello con Ornella Vanoni | Alberi                                         | E. Gragnaniello                       |
| 5º        | Stadio                               | Lo zaino                                       | V. Rossi e G. Curreri                 |
| 6º        | Al Bano                              | Ancora in volo                                 | P. Marcucci, A. Carrisi e M. Bizzarri |
| 7º        | Marina Rei                           | Un inverno da baciare                          | M. Rei e D. Pinelli                   |
| 8º        | Nino D'Angelo                        | Senza giacca e cravatta                        | N. D'Angelo e C. Tortora              |
| 9º        | Daniele Silvestri                    | Aria                                           | D. Silvestri                          |
| 10º       | Nada                                 | Guardami negli occhi                           | N. Malanima                           |
| 11º       | Eugenio Finardi                      | Amami Lara                                     | E. Finardi, F. Consoli e E. Bechis    |
| 12º       | Gatto Panceri                        | Dove dov'è                                     | G. Panceri                            |
| 13º       | Gianluca Grignani                    | Il giorno perfetto                             | G. Grignani                           |
| 14º       | Massimo Di Cataldo                   | Come sei bella                                 | M. Di Cataldo                         |

Votazione della giuria demoscopica: 1. Antonella Ruggiero, 2. Mariella Nava, 3. Anna Oxa

### Sezione Giovani
| Posizione | Interprete       | Canzone                          | Autori                                                |
| --------- | ---------------- | -------------------------------- | ----------------------------------------------------- |
| 1º        | Alex Britti      | Oggi sono io                     | A. Britti                                             |
| 2º        | Filippa Giordano | Un giorno in più                 | V. Di Toma, S. Galante e A. Cogliati                  |
| 3º        | Leda Battisti    | Un fiume in piena                | L. Battisti                                           |
| 4º        | Arianna          | C'è che ti amo                   | V. Chiaravalle e A. Bergamaschi                       |
| 5º        | Daniele Groff    | Adesso                           | D. Groff                                              |
| 6º        | Elena Cataneo    | Nessuno può fermare questo tempo | S. Cenci e R. Zappy                                   |
| 7º        | Francesca Chiara | Ti amo che strano                | M. Spina, T. Palamara e F. Casellati                  |
| 8º        | Max Gazzè        | Una musica può fare              | M. Gazzè e F. Gazzè                                   |
| 9º        | Allegra          | Puoi fidarti di me               | A. Lusini                                             |
| 10º       | Soerba           | Noi non ci capiamo               | G. D'Amora e L. Urbani                                |
| 11º       | Quintorigo       | Rospo                            | J. De Leo, V. Bianchi, A. Costa, G. Costa e S. Ricci  |
| 12º       | Boris            | Little Darling                   | P. Hollesch, B. Stampili, A. Baldinotti e G. Fasolino |
| 13º       | Dr. Livingstone  | Al centro del mondo              | A. Bove                                               |
| 14º       | Irene Lamedica   | Quando lei non c'è               | S. Lucarelli, R. Baldi e I. Lamedica                  |

## Altri premi
- Premio alla Carriera: Ornella Vanoni
- Premio della Critica "Mia Martini" sezione Campioni: Daniele Silvestri con Aria
- Premio della Critica "Mia Martini" sezione Nuove Proposte: Quintorigo con Rospo
- Premio Volare per il miglior testo: Daniele Silvestri con Aria
- Premio Volare per la migliore musica: Mariella Nava con Così è la vita e Roberto Colombo e Antonella Ruggiero con Non ti dimentico (se non ci fossero le nuvole)
- Premio Volare per il miglior arrangiamento: Quintorigo con Rospo

## Regolamento e serate
Una interpretazione per brano:
- 1ª serata: esibizione dei 14 Campioni.
- 2ª serata: esibizione di 7 Campioni e di 7 Giovani.
- 3ª serata: esibizione di 7 Campioni e di 7 Giovani.
- 4ª serata: esibizione dei 14 Giovani e proclamazione del vincitore.
- 5ª serata: esibizione dei 14 Campioni e proclamazione del vincitore.

Venne introdotto un sistema di voto misto: a giudicare le canzoni, nelle ultime due serate, furono per il 50% le giurie demoscopiche e per il restante 50% la giuria di qualità. Per le prime tre serate invece la votazione è affidata esclusivamente alle giurie demoscopiche.

## Orchestra
L'Orchestra della Rai fu diretta dal maestro Gianfranco Lombardi e dai maestri: 
- Roberto Baldi per Irene Lamedica
- Stefano Barzan per Allegra
- Federico Capranica per Al Bano e Alex Britti
- Stefano Cenci per Elena Cataneo
- Valeriano Chiaravalle per Arianna
- Roberto Colombo per Antonella Ruggiero
- Gabriele Comeglio per Nada
- Vittorio Cosma per Eugenio Finardi
- Stefano Dionigi per Soerba
- Lucio Fabbri per Francesca Chiara
- Guido Facchini per Quintorigo
- Riccardo Galardini per Boris
- Carlo Gaudiello per Gianluca Grignani
- Margherita Graczyk per Daniele Silvestri
- Umberto Iervolino per Gatto Panceri
- Madaski per Dr. Livingstone
- Savio Riccardi per Marina Rei
- Renato Serio per Mariella Nava
- Vince Tempera per Massimo Di Cataldo e Leda Battisti
- Nuccio Tortora per Nino D’Angelo
- Celso Valli per Enzo Gragnaniello e Ornella Vanoni, Stadio e Filippa Giordano
- Peppe Vessicchio per Max Gazzè e Daniele Groff
- Fio Zanotti per Anna Oxa

## Sigla
La sigla era un jingle musicale con un mix di alcuni momenti delle precedenti edizioni.

## Giuria di qualità
- Ennio Morricone (presidente)
- Umberto Bindi
- Toquinho
- Carlo Verdone
- José Carreras
- Fernanda Pivano
- Enrico Brizzi
- Amadeus
- Dario Salvatori
- Maurizio De Angelis

## Ospiti
Questi gli ospiti che si sono esibiti nel corso delle cinque serate di questa edizione del Festival di Sanremo:
- Anna Marchesini
- Teo Teocoli
- Michail Gorbačëv
- Buzz Aldrin
- Neil Armstrong
- Pierluigi Collina
- Carla Fracci
- Edoardo Sanguineti
- Gustav Thöni
- Roberto Mancini
- Alessandro Del Piero
- Leslie Nielsen
- Michael Moore
- Darlene Conley
- Stefano Santucci
- Mago Silvan
- Cher – Believe
- Blur – Tender
- Gianni Morandi – Vita e Lasciarsi per amore
- Skunk Anansie – Charlie Big Potato
- 5ive – Everybody Get Up
- Ivano Fossati – Mio fratello che guardi il mondo e Una notte in Italia
- Riccardo Cocciante – Margherita
- Cast di "Notre Dame de Paris"
- R.E.M. – Daysleeper e Lotus
- Emilia Rydberg – Big Big World
- Franco Battiato – Shock in My Town, Vite parallele e Il mantello e la spiga
- Ricky Martin – Maria, La bomba e La copa de la vida
- Lenny Kravitz – Thinking of You
- Mariah Carey – I Still Believe
- Alanis Morissette – Joining You
- José Carreras - Voce 'e notte

## Ascolti
Risultati di ascolto delle varie serate, secondo rilevazioni Auditel.
| Serata             | Data               | Telespettatori | Share  |
| ------------------ | ------------------ | -------------- | ------ |
| I                  | 23 febbraio 1999   | 16 234 000     | 56,75% |
| II                 | 24 febbraio 1999   | 13 755 000     | 49,37% |
| III                | 25 febbraio 1999   | 14 167 000     | 53,94% |
| IV                 | 26 febbraio 1999   | 13 639 000     | 54,06% |
| Finale             | 27 febbraio 1999   | 15 649 000     | 64,08% |
| Media delle serate | Media delle serate | 14 689 000     | 55,64% |

## Dopofestival
Il Dopofestival, in quest'edizione con il titolo Dopofestival–Sanremo Notte, fu condotto da Orietta Berti e Teo Teocoli con Fabio Fazio.

## Piazzamenti in classifica dei singoli
| Artista            | Singolo                                        | Pos.Max. |
| ------------------ | ---------------------------------------------- | -------- |
| Alex Britti        | Oggi sono io                                   | 1        |
| Marina Rei         | Un inverno da baciare                          | 6        |
| Anna Oxa           | Senza pietà                                    | 10       |
| Max Gazzè          | Una musica può fare                            | 12       |
| Stadio             | Lo zaino                                       | 14       |
| Antonella Ruggiero | Non ti dimentico (se non ci fossero le nuvole) | 16       |
| Massimo Di Cataldo | Come sei bella                                 | 20       |

## Compilation
- Speciale Sanremo 99
- Sanremo '99

## Organizzazione
L'organizzazione fu curata dalla Rai.

## Esclusi
Come ogni anno non esiste un elenco ufficiale dei cantanti esclusi. Dalle notizie riportate dalla stampa, ecco alcuni nomi di cantanti scartati alle selezioni: Vianella, Mino Reitano in coppia con Er Piotta, Dirotta Su Cuba, Umberto Tozzi, Avion Travel con la stessa "Sentimento", vincitrice dell'edizione successiva, Mietta, Loredana Bertè, Paola Turci, Toto Cutugno, Audio 2.